# Кінний спорт на літніх Олімпійських іграх 1948
Змагання з кінного спорту на літніх Олімпійських іграх 1948 в Лондоні тривали з 9 до 14 серпня в Олдершоті, на Іподромі Твеселдаун, а також на Стадіоні Імперії. В програмі було три види кінного спорту: виїздка, триборство і конкур. Кожен з них поділявся на індивідуальні та командні змагання, тобто загалом розіграно 6 комплектів нагород.

## Медальний залік
| Дисципліни               | Золото                                                                                           | Срібло                                                                                           | Бронза                                                                                              |
| ------------------------ | ------------------------------------------------------------------------------------------------ | ------------------------------------------------------------------------------------------------ | --------------------------------------------------------------------------------------------------- |
| Індивідуальна виїздка    | Ганс Мозер і Hummer (SUI)                                                                        | Андре Жуссом і Harpagon (FRA)                                                                    | Ґустав Адольф Болтенштерн мол. і Trumf (SWE)                                                        |
| Командна виїздка         | Франція (FRA) Андре Жуссом і Harpagon Жан Сен-Фор Паяр і Sous les Ceps Моріс Бюре і Saint Quen   | США (USA) Роберт Борґ і Klingsor Ерл Фостер Томсон і Pancraft Френк Генрі і Reno Overdo          | Португалія (POR) Фернанде Паеш і Matamas Франсішку Валадаш і Feitiço Луїш Мена і Сілва і Fascinante |
| Індивідуальне триборство | Бернар Шевальє і Aiglonne (FRA)                                                                  | Френк Генрі і Swing Low (USA)                                                                    | Роберт Сельфельт і Claque (SWE)                                                                     |
| Командне триборство      | США (USA) Френк Генрі і Swing Low Чарлз Андерсон і Reno Palisade Ерл Фостер Томсон і Reno Rhythm | Швеція (SWE) Роберт Сельфельт і Claque Олоф Стагре і Komet Сіґурд Свенссон і Dust                | Мексика (MEX) Умберто Марілес Кортес і Parral Рауль Камперо і Tarahumara Хоакін Солано і Malinche   |
| Індивідуальний конкур    | Умберто Марілес Кортес і Arete (MEX)                                                             | Рубен Уріса і Hatuey (MEX)                                                                       | Жан-Франсуа д'Орже і Sucre de Pomme (FRA)                                                           |
| Командний конкур         | Мексика (MEX) Умберто Марілес Кортес і Arete Рубен Уріса і Hatuey Альберто Вальдес і Chihuahua   | Іспанія (ESP) Хайме Гарсія і Bizarro Хосе Наварро Моренес і Quórum Марсельїно Гавілан і Forajido | Велика Британія (GBR) Гаррі Ллевеллін і Foxhunter Генрі Ніколл і Kilgeddin Артур Карр і Monty       |

## Таблиця медалей
| Місце               | Країна                | Золото | Срібло | Бронза | Загалом |
| ------------------- | --------------------- | ------ | ------ | ------ | ------- |
| 1                   | Мексика (MEX)         | 2      | 1      | 1      | 4       |
| 1                   | Франція (FRA)         | 2      | 1      | 1      | 4       |
| 3                   | США (USA)             | 1      | 2      | 0      | 3       |
| 4                   | Швейцарія (SUI)       | 1      | 0      | 0      | 1       |
| 5                   | Швеція (SWE)          | 0      | 1      | 2      | 3       |
| 6                   | Іспанія (ESP)         | 0      | 1      | 0      | 1       |
| 7                   | Велика Британія (GBR) | 0      | 0      | 1      | 1       |
| 7                   | Португалія (POR)      | 0      | 0      | 1      | 1       |
| Загалом (8 збірних) | Загалом (8 збірних)   | 6      | 6      | 6      | 18      |